# Fuerza de Abraham-Lorentz
En electromagnetismo, la fuerza de Abraham-Lorentz es la fuerza media sobre una partícula cargada en movimiento acelerado causada por la emisión de radiación electromagnética por parte de la partícula. Es aplicable cuando la partícula viaja a velocidades pequeñas, la extensión para velocidades relativistas se conoce como fuerza de Abraham-Lorentz-Dirac. El nombre hace referencia a los físicos Max Abraham y Hendrik Lorentz.
En un principio se pensó que la solución del problema de la fuerza de Abraham-Lorentz predecía que señales del futuro afectaban al presente, desafiando la intuición de causa-efecto. Las tentativas de resolver el problema afecta a muchas áreas de la física moderna, sin embargo Arthur Yaghjian terminó demostrando que la solución es bastante más simple.

## Definición y descripción
Matemáticamente la fuerza de Abraham-Lorentz, en unidades del SI, viene dada por:
{\displaystyle \mathbf {F} _{\mathrm {rad} }={\frac {\mu _{0}q^{2}}{6\pi c}}\mathbf {\dot {a}} ={\frac {q^{2}}{6\pi \epsilon _{0}c^{3}}}\mathbf {\dot {a}} }
Aquí Frad es la fuerza, {\displaystyle \mathbf {\dot {a}} } es la derivada de la aceleración, o la tercera derivada del desplazamiento, también llamada tirón, μ0 es la constante magnética, ε0 es la constante eléctrica, c es la velocidad de la luz en el vacío, y q es la carga eléctrica de la partícula.
Para bajas velocidades, de acuerdo con la fórmula de Larmor, una partícula en movimiento acelerado emite una radiación que transporta un momento lejos de la carga. Dado que el momento se conserva, la carga es impulsada en dirección opuesta a la de la radiación emitida. La fuerza de Abraham-Lorentz es la fuerza media de una partícula cargada en movimiento acelerado debida a la emisión de radiación.

## Derivación
Partiendo de la fórmula de Larmor para la radiación de una carga puntual:
{\displaystyle P={\frac {\mu _{0}q^{2}a^{2}}{6\pi c}}}.
Si asumimos que el movimiento de una partícula cargada es periódico, entonces el trabajo medio hecho sobre la partícula según la fuerza de Abraham-Lorentz es la potencia negativa de Larmor integrada sobre un periodo entre {\displaystyle \tau _{1}} i {\displaystyle \tau _{2}}:
{\displaystyle \int _{\tau _{1}}^{\tau _{2}}\mathbf {F} _{\mathrm {rad} }\cdot \mathbf {v} dt=\int _{\tau _{1}}^{\tau _{2}}-Pdt=-\int _{\tau _{1}}^{\tau _{2}}{\frac {\mu _{0}q^{2}a^{2}}{6\pi c}}dt=-\int _{\tau _{1}}^{\tau _{2}}{\frac {\mu _{0}q^{2}}{6\pi c}}{\frac {d\mathbf {v} }{dt}}\cdot {\frac {d\mathbf {v} }{dt}}dt}.
Nótese que la expresión anterior puede ser integrada por partes. Si asumimos que hay un movimiento periódico, los límites de la integral por partes desaparecen:
{\displaystyle \int _{\tau _{1}}^{\tau _{2}}\mathbf {F} _{\mathrm {rad} }\cdot \mathbf {v} dt=-{\frac {\mu _{0}q^{2}}{6\pi c}}{\frac {d\mathbf {v} }{dt}}\cdot \mathbf {v} {\bigg |}_{\tau _{1}}^{\tau _{2}}+\int _{\tau _{1}}^{\tau _{2}}{\frac {\mu _{0}q^{2}}{6\pi c}}{\frac {d^{2}\mathbf {v} }{dt^{2}}}\cdot \mathbf {v} dt=-0+\int _{\tau _{1}}^{\tau _{2}}{\frac {\mu _{0}q^{2}}{6\pi c}}\mathbf {\dot {a}} \cdot \mathbf {v} dt}.
Claramente podemos identificar
{\displaystyle \mathbf {F} _{\mathrm {rad} }={\frac {\mu _{0}q^{2}}{6\pi c}}\mathbf {\dot {a}} }.